# Oxynotus
Oxynotus is een geslacht van kraakbeenvissen uit de familie van Oxynotidae, orde van doornhaaiachtigen (Squaliformes).

## Soorten
- Oxynotus bruniensis (Ogilby, 1893) – Stekelruwhaai
- Oxynotus caribbaeus Cervigón, 1961 – Caribische ruwhaai
- Oxynotus centrina (Linnaeus, 1758) – Strijkijzerruwhaai
- Oxynotus japonicus Yano & Murofushi, 1985 – Japanse ruwhaai
- Oxynotus paradoxus Frade, 1929 – Zeilvinruwhaai